# Encentrum umbonatum
Encentrum umbonatum är en hjuldjursart som beskrevs av Ludmila A. Kutikova 1985. Encentrum umbonatum ingår i släktet Encentrum och familjen Dicranophoridae. Inga underarter finns listade i Catalogue of Life.